# Pierre de Singapour

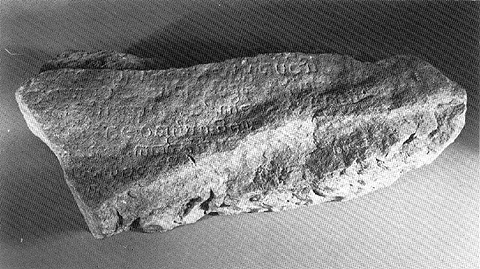
Pierre de Singapour.

La pierre de Singapour est un fragment d'une grande plaque de grès qui a été découverte à l'embouchure de la rivière Singapour et qui porte des inscriptions non déchiffrées qui remonteraient au moins au XIIIe siècle. Les théories récentes suggèrent que l'inscription est en vieux javanais ou en sanskrit, ce qui suggère une possibilité que l'île de Singapour faisait partie du royaume de Majapahit dans le passé.
La pierre, actuellement exposée au musée national de Singapour, a été désignée en janvier 2006 par le musée comme l'un des 11 « trésors nationaux ».